# Bereźnica (potok)
Bereźnica – potok, lewostronny dopływ Sanu o długości 15,85 km. Na mapie Geoportalu jest opisany także jako Gołosanka lub Berezówka.
Potok płynie w Bieszczadach Zachodnich. Wypływa z północnych stoków Markowskiej, kieruje się na północny wschód, przepływając kolejno przez Bereżnicę Wyżną, Wolę Matiaszowa i Berezkę. Na północ od Berezki płynie terenem opustoszałej wsi Bereżnica Niżna, tworząc kręty, ciasny jar, by po przełomowym odcinku między Grodziskiem Myczkowskim i Berdem osiągnąć Jezioro Myczkowskie
Źródło Bereźnicy znajduje się na wysokości ok. 670 m n.p.m.